# Monster Strike: Sora no Kanata
Pour plus de détails, voir Fiche technique et Distribution.
Monster Strike: Sora no Kanata (モンスターストライク THE MOVIE ソラノカナタ) est un film d'animation japonais réalisé par Hiroshi Nishikiori et sorti le 5 octobre 2018 au Japon. Il s'agit d'une histoire originale basée sur la licence de jeux vidéo Monster Strike.
Il est premier du box-office japonais de 2018 lors de sa première semaine d'exploitation.

## Synopsis
Il y a 13 ans, une partie de Tokyo s'est détachée du socle de la Terre et flotte désormais dans le ciel. Les années ont passé et la communication entre ce que l'on appelle le « Vieux Tokyo » et le « Nouveau Tokyo » a été rompue. Mais un jour, une jeune fille comprend que la partie flottante de Tokyo s'apprête à s'écraser sur la Terre et va alors tout faire pour tenter de sauver des milliers de personnes d'une catastrophe imminente.

## Distribution
- Masataka Kubota (en) : Kanata[2], le « garçon de la destinée »
- Yoshimasa Hosoya (en) : Tōya[2], un vampire qui combat Kanata
- Aoi Yūki : Yūna[2], la petite-sœur de Tōya
- Kōichi Yamadera : Senju[2], le chef du front de libération
- Alice Hirose : Sora[2]